# Japón en los Juegos Olímpicos de Ámsterdam 1928
Japón estuvo representado en los Juegos Olímpicos de Ámsterdam 1928 por un total de 40 deportistas que compitieron en 7 deportes.  
El portador de la bandera en la ceremonia de apertura fue el atleta Yonetaro Nakazawa.

## Medallistas
El equipo olímpico japonés obtuvo las siguientes medallas:
| Nombre                                                   | Deporte   | Competición       |
| -------------------------------------------------------- | --------- | ----------------- |
| Oro                                                      |           |                   |
| Mikio Oda                                                | Atletismo | Triple salto M    |
| Yoshiyuki Tsuruta                                        | Natación  | 200 m braza M     |
| Plata                                                    |           |                   |
| Kinue Hitomi                                             | Atletismo | 800 m F           |
| Hiroshi Yoneyama Nobuo Arai Tokuhei Sada Katsuo Takaishi | Natación  | 4 × 200 m libre M |
| Bronce                                                   |           |                   |
| Katsuo Takaishi                                          | Natación  | 100 m libre M     |